# Nikolas Brino
Nikolas Landon Brino (* 21. September 1998 in Los Angeles, Kalifornien) ist ein amerikanischer Schauspieler. Er spielte in der Serie „Eine himmlische Familie“ zusammen mit seinem Bruder Lorenzo Nathaniel Brino die Zwillinge Samuel „Sam“ und David Camden.

## Leben
Nikolas wurde im Kaiser Permanente Medical Center in Woodland Hills, einem Stadtteil von Los Angeles, geboren. Aufgrund einer Hormonbehandlung und künstlicher Befruchtung kam es zu einer Vierlingsgeburt. Damit hatte Nikolas noch drei gleichaltrige Geschwister Lorenzo, Myrinda und Zachary. Lorenzo kam jedoch am 9. März 2020 bei einem Autounfall ums Leben. Die Eltern sind der Techniker Tony Brino und die Hausfrau Shawna Cumming Brino, die seit 1994 miteinander verheiratet sind. Außerdem haben die gleichaltrigen Geschwister noch einen 1979 geborenen Halbbruder namens Antonio.
Auf die Arbeit bei der Serien-Produktion „Eine himmlische Familie“ kamen die Brinos durch einen Zufall. Während der letzten vier Monate ihrer Schwangerschaft im Krankenhaus freundete sich Shawna mit der Mutter der Drillinge an, die in der Serie „Friends“ spielen (sie stellen die Kinder von Phoebe bzw. deren Bruder dar).
In der dritten und vierten Staffel der Serie wurden alle Brino-Vierlinge, sogar Myrinda, für die Darstellung der Zwillinge Sam und David eingesetzt, ab der fünften Staffel aber nur noch Nikolas (für die Darstellung von David Camden) und Lorenzo (für die Darstellung von Samuel Camden) genommen.
Die Familie lebt derzeit in Lancaster, Kalifornien.

## Filmografie
- 1999–2007: Eine himmlische Familie (137 Episoden)

## Einzelnachweis
1. ↑  7th Heaven Star Lorenzo Brino Dead at 21